# Stefanie Lieb
Stefanie Lieb (* 1966 in Krefeld) ist eine deutsche Kunst- und Architekturwissenschaftlerin. Lieb ist Außerplanmäßige Professorin für Architekturgeschichte an der Universität zu Köln.

## Leben
Lieb studierte an der Heinrich-Heine-Universität Düsseldorf und der Universität zu Köln Kunstgeschichte, Philologie, Philosophie und Musikwissenschaften und promovierte 1994 mit der Dissertation über romanische Bauornamentik an der Kölner Universität. Ihre Promotionsschrift wurde mit dem Offermann-Hergarten-Preis ausgezeichnet. Von 1995 bis 2002 war sie Wissenschaftliche Assistentin im Fachbereich Architektur der Universität Hannover und an der Abteilung Architekturgeschichte des Kunsthistorischen Instituts der Universität zu Köln. 2002 erfolgte ihre Habilitation über den Rezeptionsprozess in neuromanischer Architektur.
Von 2002 bis 2010 übernahm Lieb Vertretungsprofessuren an den Universitäten Köln, Stuttgart, der Burg Giebichenstein Kunsthochschule Halle in sowie Lehraufträge an der Fachhochschule Köln, der Heinrich-Heine-Universität Düsseldorf und der Bergischen Universität Wuppertal. Seit 2002 ist sie Mitherausgeberin des online-Rezensionsjournals für Kunstgeschichte Kunstform/sehepunkte. 2007 war Lieb Kuratorin der Ausstellung Die Dynamik der 50er Jahre. Architektur und Städtebau in Köln. im Rathaus der Stadt Köln. Seit 2009 ist sie Wissenschaftliche Mitarbeiterin des Projektes Erkennen und Bewahren. Kirchenbau der Nachkriegszeit in Nordrhein-Westfalen. des LVR-Amt für Denkmalpflege im Rheinland. Nebenbei ist sie seit August 2011 Studienleiterin für den Fachbereich Kunst und Kultur an der Katholischen Akademie Schwerte. Lieb ist außerdem Vorstandsmitglied der Wartburg-Gesellschaft. Sie ist Autorin von über 40 Fachveröffentlichungen.

## Werke (Auswahl)
- Sakralbauten der Architektenfamilie Böhm. mit Hartmut Junker, Schnell & Steiner, Regensburg 2019, ISBN 978-3-7954-3347-5.
- Burgen im Alpenraum. (als Redakteurin) Imhof, Petersberg 2012, ISBN 978-3-86568-760-9.
- Futuristic – visions of future living. Daab, Köln 2011, ISBN 978-3-942597-09-8.
- Himmelwärts – Geschichte des Kirchenbaus von der Spätantike bis heute. Seemann, Leipzig 2010, ISBN 978-3-86502-202-8. (Lizenzausgabe für den Elsengold Verlag Berlin 2018)
- Was ist Jugendstil? Eine Analyse der Jugendstilarchitektur 1890–1910. Wissenschaftliche Buchgesellschaft, Darmstadt 2010, ISBN 978-3-534-23652-7.
- Wörterbuch der Kunst. mit Johannes Jahn, Kröner, Stuttgart 2008, ISBN 978-3-520-16513-8.
- Die Dynamik der 50er Jahre – Architektur und Städtebau in Köln. mit Petra Sophia Zimmermann, Imhof, Petersberg 2007, ISBN 978-3-86568-295-6.
- Der Rezeptionsprozeß in der neuromanischen Architektur. Architekturgeschichte des Kunsthistorischen Instituts, Köln 2005.
- Die Adelog-Kapitelle in St. Michael zu Hildesheim und ihre Stellung innerhalb der sächsischen Bauornamentik des 12. Jahrhunderts. Architekturgeschichte des Kunsthistorischen Instituts, Köln 1994.